# Shauna MacDonald
Shauna MacDonald (Antigonish, 6 de outubro de 1970) é uma atriz, cineasta e locutora canadense, conhecido pela participação na série Hemlock Grove.